# 薩利特拉爾區
薩利特拉爾區（西班牙語：Salitral），是哥斯達黎加的一個區，位於該國中部聖何塞省，面積20.37平方公里，海拔高度1,022米，2011年人口4,302，人口密度每平方公里211.19人。